# رندی لوئیس (کشتی‌گیر)
رندال اسکات لوئیس (انگلیسی: Randall Scott Lewis؛ زادهٔ ۷ ژوئن ۱۹۵۹ در رپید سیتی، داکوتای جنوبی) کشتی‌گیر اهل ایالات متحده آمریکا است.
وی در مسابقات بازی‌های المپیک تابستانی ۱۹۸۴ در لس آنجلس، برندهٔ ۱ مدال طلا شده‌است.